# Lioba di Tauberbischofsheim
Lioba di Tauberbischofsheim (anche Leoba o Leofgyth; Regno del Wessex, 700 o 710 – Schornsheim, 782) fu una monaca e missionaria inglese, venerata come santa dalla Chiesa cattolica.
Fu chiamata in Germania dal vescovo Bonifacio che probabilmente era suo parente.

## Biografia
Lioba entrò nel monastero delle benedettine a Wimborne Minster nella contea di Dorset. Visse come monaca nei monasteri benedettini nel Kent e nel Wessex. Questi istituti religiosi appoggiarono san Bonifacio nella sua opera missionaria tra i Germani.
Dal 732 al 735 Lioba seguì san Bonifacio nel territorio di missione. Egli la fece così badessa del monastero di Tauberbischofsheim.

## Dopo la morte
Nell'838 Rodolfo di Fulda scrisse la Vita Leobae abbatissae biscofesheimensis, biografia della santa. 
Le sue spoglie, conservate originariamente nella collegiata di Fulda, vennero trasportate al vicino monastero di Petersberg nel 836/838 dall'abate Rabano Mauro, per poi essere riportate in città a seguito di diversi saccheggi che interessarono l'area tra X e XIV secolo. Il teschio di santa Lioba è ritornato alla cripta chiesa di San Pietro di Petersberg nel 1995.

## Culto
La sua memoria liturgica cade il 28 settembre.

## Riconoscimenti
- L'asteroide 974 Lioba è dedicato a lei.